# لورينزو كولمان
لورينزو كولمان (9 سبتمبر 1975 - 24 نوفمبر 2013 بأتلانتا في الولايات المتحدة) (بالإنجليزية: Lorenzo Coleman)‏ هو لاعب كرة سلة أمريكي في مركز الوسط. لعب مع هارلم غلوبتروترز.

## وصلات خارجية
- لورينزو كولمان على موقع كرة السلة الأوروبية.كوم (الإنجليزية)
- لورينزو كولمان على موقع كلية كرة السلة في سبورتس رفرنس.كوم (الإنجليزية)
- لورينزو كولمان على موقع ريلجم (الإنجليزية)
- لورينزو كولمان على موقع سبورتس رفرنس (الإنجليزية)